# Elina Konstantopoulou
Elina Konstantopoulou (em grego:  Ελίνα Κωνσταντοπούλου) (Atenas, 11 de novembro de 1970) é uma cantora grega. 
Em 1995, representou a Grécia no Festival Eurovisão da Canção 1995 com a canção "Pia Prosefhi", onde terminou em 12º lugar com 68 pontos.

## Biografia
Elina Konstantopoulou nasceu em Atenas com o nome de "Maria Elpida". Desde muito jovem mostrou inclinação para o canto, razão pela qual também estudou no Conservatório Nacional. Começou a cantar profissionalmente assim que concluiu o ensino médio, participando de competições musicais como Skytali in Art com os jurados Jason Triantaphyllidis, Rozita Sokou e outros. Na descoberta de 1992, Thanos Kalliris e inclui a movimentação de 1.500 beijos Fresh Hits , que interpreta quatro canções, Come again, You and I, toys e Boy. No mesmo ano, Elina faz os vocais do álbum de Kaiti Garbi "Respirações da lua.